# تصاوغ هندسي

مقرون البوتين-2 cis

مفروق البوتين-2 trans

التصاوغ الهندسي (أو التماكب الهندسي أو كما يسمى أحياناً التزامر الهندسي) هو نوع من أنواع التماكب الفراغي (التزامر الفراغي) ويصف توجه المجموعات الوظيفية بالنسبة للروابط الموجودة ضمن الجزيء. ومثل هذه الروابط غالبًا ما تكون روابط ثنائيّةً، ولكن يمكن أن تكون أيضًا ضمن بناءٍ حلقيٍّ يعيق عملية الدوران.
وطبقًا لتعريفات IUPAC فإنّ المصطلح «تماكب هندسي» هو المرادف «للتماكب مقرون-مفروق» الذي يفضّل استخدامه. وأحيانًا يستخدم المصطلح «تماكب هندسي» كمرادف للتماكب الفراغيّ، مثل التماكب الضوئي والذي يعتبر كتماكب هندسيًّ. وهذا لا يتوافق مع النظام القياسي لتسمية المركبات الكيميائيّة. والمصطلح الدقيق للمتماكبات الفراغية التي ليست متماكبات ضوئية هي مقابلات غير ضوئية أو متماكبات دياستيريوميرية (دياستيريوميرات) Diastereomere.
وهناك شكلان للتماكب الهندسيّ، مقرون ومفروق. الشكل الذي تكون فيه المجموعات المستبدلة في نفس الاتجاه من الرابطة يسمى مقرون أو سيس، في حين أن الشكل الذي تكون المجموعات المستبدلة فيه في ناحيتين متعاكستين من الرابطة يسمّى مفروق أو ترانس. مثال على ذلك مركب البوتين-2 كما هو موضح في الشكل.
يمكن للمركبات الأليفاتية الحلقية أن تظهر تماكب مقرون-مفروق أيضاً، حيث تنسب التوضعات الهندسية إلى مستوي الحلقة إن كانت المستبدلات موجودة بنفس الجهة من المستوي أو متعاكسة. مثال على ذلك 2,1-ثنائي كلورو حلقي الهكسان.
|                                    | File:Cis-1,2-dichlorocyclohexane-2D-skeletal.svg |
| مفروق-2,1-ثنائي كلورو حلقي الهكسان | مقرون-2,1-ثنائي كلورو حلقي الهكسان               |

## اختلاف خواص المتماكبات
المتماكبات المختلفة من نوع مقرون أو مفروق لمادّة يكون لهما خواصّ فيزيائية مختلفة. وبصفة عامّة يكون للمتماكبات «مفروق» نقطة غليان أعلى، وكثافة أقلّ. وهذا لأن المتماكبات «مفروق» يمكن أن يحدث لهم تراصّ بصورة أفضل من المتماكبات «مقرون».

## التوجه E / Z
توجد ملحوظة أخرى تتعلق بالتصاوغ الهندسي وهي التصاوغ زد (Z) من الكلمة الألمانية "Zusammen" والتي تعني «معًا»؛ والتصاوغ إي (E) من الكلمة الألمانية "Entgegen" والتي تعني «معاكس». ويمكن عمل تفريق في الألكينات بين كل من زد ألكين، إي ألكين، بملاحظة (زد)-1-برومو-2,1-دايكلورو إيثان والذي يختلف عن المتماكب «إي». ويتم استخدام هذا النظام للتفريق عندما يوجد أكثر من مجموعتين من المستبدلات عند الرابطة المزدوجة. وإذا ما كان التكوين العام للجزيء في الشكل «زد» أو «إي» فيتمّ تحديد ذلك طبقًا لقاعدة أولويات كان إنجولد بريلوج للمستبدلات. وفي هذه القاعدة يتمّ ملاحظة كل ذرّة من الذرّتين الموجودتين في الرابطة المزدوجة، ويتمّ تحديد أيّ منهما له الأولوية. ولو أنّ كلا المستبدلين لهما أولويّة عالية وفي نفس الإتجاه فيكون الشكل «زد»، ولو كانا في ناحيتين متعاكستين يكون الشكل «إي».

## وصلات خارجية
- The IUPAC «تعريف التماكب الفراغي»
- «تعريف IUPAC للتماكب الهندسي»
- The IUPAC تعريف «المتماكبات مقرون-مفروق»